# Truls Mørk
Pour les articles homonymes, voir Mørk.
Truls Olaf Otterbech Mørk, né à Bergen le 25 avril 1961, est un violoncelliste norvégien.

## Biographie
Truls Mørk a étudié auprès de Frans Helmerson, Heinrich Schiff et Natalia Chakovskaïa.
Truls Mørk est un des violoncellistes les plus réputés de sa génération. Il se produit en compagnie des plus grands orchestres, notamment le Royal Concertgebouw Orchestra d'Amsterdam, l'Orchestre de Paris, le Symphonieorchester des Bayerischen Rundfunks ou le New York Philharmonic entre autres. Il consacre une partie importante de son répertoire à la musique contemporaine.
Truls Mørk joue sur un violoncelle de Domenico Montagnana (Venise, 1723) mis à sa disposition par une banque norvégienne.

## Discographie sélective
- Benjamin Britten : Suites pour violoncelle nº1, nº2, nº3, 2000 (Virgin Classics)
- Henri Dutilleux : Tout un monde lointain…, Trois strophes sur le nom de Sacher, Orchestre philharmonique de Radio France, dir. Myung-Whun Chung), 2002 (Virgin Classics - Grand Prix de l'Académie Charles-Cros)
- Arvo Pärt : Pro et Contra, Orchestre symphonique national estonien, dir. Paavo Järvi, 2004 (Virgin)
- Camille Saint-Saëns : Concertos pour violoncelle et orchestre no 1 et no 2, Africa, Caprice-valse "Wedding Cake", avec Hélène Mercier, piano, Bergen Philharmonic Orchestra, dir. Neeme Järvi, 2016 (SACD Chandos)

## Distinctions
- Chevalier de 1re classe de l'ordre de Saint-Olaf